# Pommerit-Jaudy
Ne doit pas être confondu avec Pommerit-le-Vicomte.
Pommerit-Jaudy ([pɔmʁit ʒodi]) est une ancienne commune du département des Côtes-d'Armor, dans la région Bretagne, en France.  Elle est aujourd'hui commune déléguée de la commune de La Roche-Jaudy.

## Géographie

### Localisation
La commune se situe au nord-ouest du département des Côtes-d'Armor, à une quarantaine de kilomètres à vol d’oiseau de la préfecture départementale Saint-Brieuc et une quinzaine de la sous-préfecture d’arrondissement Lannion.
Le chef-lieu de la commune se trouve à l’embranchement des routes départementales D6 et D8.
| Langoat   | La Roche-Derrien | Troguéry, Hengoat |
| Mantallot | Pommerit-Jaudy   | Ploëzal           |
| Prat      | Runan            |                   |

Pommerit-Jaudy n’a pas de frontière commune avec Minihy-Tréguier dont elle est séparée par le domaine public maritime de l’estuaire du Jaudy.

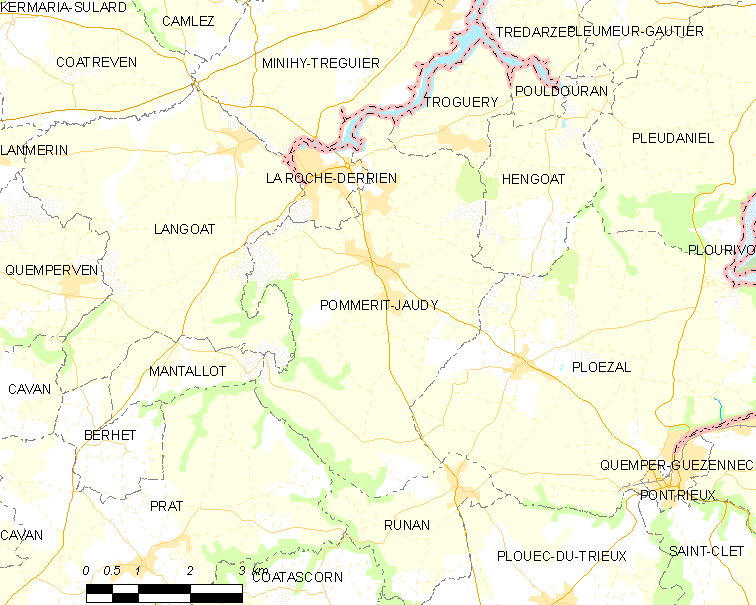
Carte de Pommerit-Jaudy.

### Géologie et relief
Selon l'Institut national de l'information géographique et forestière, la superficie de la commune est de 2 037 ha ; son altitude varie entre 2 et 94 m.
Le point le plus bas de la commune est localisé au nord, là où le Jaudy sort du territoire, à l'ouest du lieu-dit le Cosquer. Le point le plus haut se trouve au sud, au niveau du château d’eau de la Croix Monfort à la limite avec Ploëzal.

## Toponymie
Les formes anciennes attestées sont : Pumurut (1160), Pernerit Gyendi / Pomerit Jeudi (1330), Pemerit Jeudi / Pemerit Yeudi (1444), Pomerit Jaudi (1451), Poumeri Eude (1516), Poemerit Jaudy (1592), Pumerie (1630), Pleumeurit-Jaudy (1636), Pomerit-Jaudy (1709), Pommerit-Jaudy (1731).
Le nom de la ville trouve son origine dans le mot bas latin pomeretum qui désigne une pommeraie associé au  Jaudy la rivière qui arrose le village.
En breton, la commune se nomme Peurid-ar-Roc'h.

## Histoire

### Antiquité
À l'époque gallo-romaine, le Pommeratum  est créé sur la hauteur dominant une large boucle de la rivière Jaudy, à proximité de la voie romaine de Guingamp à Plougrescant. L'endroit d'origine se trouve à Kersaliou (< salles, désignant une halte, un relais sur les routes gallo-romaines)[réf. nécessaire]

### Moyen Âge
Le territoire a été partiellement démembré au début du XIe siècle lors de l'érection d'un château féodal à La Roche (Rocca), en breton Kêr ar Roc'h, au profit de Derien, dont le nom est resté comme déterminant de celui de la commune.

### LeXXesiècle

#### Les guerres duXXesiècle
Le monument aux Morts porte les noms de 90 soldats morts pour la France :
- 75 sont morts durant la Première Guerre mondiale.
- 14 sont morts durant la Seconde Guerre mondiale.
- 1 est mort durant la Guerre d'Algérie.

#### La Seconde Guerre mondiale
André Geoffroy, forgeron, né le 4 août 1921 à Pommerit-Jaudy, membre du Bezen Perrot, collabora activement avec les Allemands.

### LeXXIesiècle

#### La création de la commune nouvelle de La Roche-Judy
Le 1er janvier 2019, la commune fusionne avec Hengoat, Pouldouran et La Roche-Derrien pour former la commune nouvelle de La Roche-Jaudy dont la création est actée par un arrêté préfectoral du 29 octobre 2018.

## Politique et administration

### Liste des maires
| Période                                  | Période                   | Identité                    | Étiquette    | Qualité |
| ---------------------------------------- | ------------------------- | --------------------------- | ------------ | --- |
| Les données manquantes sont à compléter. |                           |                             |              | |
| 1810                                     | 1815                      | Jean-Marie Le Caer          |              | Notaire à La Roche-Derrien Assassiné par les chouans lors de la Petite Chouannerie de 1815 |
| 1822                                     |                           | Yves Beauverger             |              | |
| 1835                                     | 1839                      | Isaac Ollivier Henry        |              | |
|                                          | 1855                      | Yves Beauverger (1788-1858) |              | Cultivateur |
| Les données manquantes sont à compléter. |                           |                             |              | |
| octobre 1901                             | mai 1904                  | Yves-Marie Beauverger       |              | |
| mai 1904                                 | août 1912 (décès)         | Louis Le Provost de Launay  | Conservateur | Avoué, propriétaire Député des Côtes-du-Nord (1876 → 1893) Sénateur des Côtes-du-Nord (1896 → 1912) Conseiller général de La Roche-Derrien (1871 → 1877 et 1889 → 1895) Président du conseil général (1894 → 1898) |
| septembre 1912                           | octobre 1944              | Max Le Provost de Launay    |              | Fils du précédent |
| octobre 1944                             | juillet 1947              | Émile Trégrom               |              | Cultivateur |
| juillet 1947                             | octobre 1947              | Pierre Savidan              |              | |
| octobre 1947                             | décembre 1966 (démission) | Émile Pérennès (1895-1969)  |              | Cultivateur à Lezonom |
| décembre 1966                            | mars 1977                 | Yves Bervet                 |              | |
| mars 1977                                | juin 1995                 | Marcel Jégou (1920-2013)    |              | Retraité de la gendarmerie maritime, maire honoraire Chevalier de l'Ordre national du Mérite |
| juin 1995                                | décembre 2018             | André Le Moal               | DVG          | Enseignant retraité, ancien adjoint au maire Vice-président de la CC du Pays Rochois (1993 → 2012) Vice-président de la CC du Haut-Trégor (2013 → 2016)                                                            |

### Liste des maires délégués
| Période        | Période     | Identité       | Étiquette | Qualité                            |
| -------------- | ----------- | -------------- | --------- | ---------------------------------- |
| 7 janvier 2019 | 23 mai 2020 | André Le Moal  | DVG       | Enseignant retraité                |
| 23 mai 2020    | En cours    | Danièle Coadic |           | Conseillère en ressources humaines |

## Démographie
L'évolution du nombre d'habitants est connue à travers les recensements de la population effectués dans la commune depuis 1793. Pour les communes de moins de 10 000 habitants, une enquête de recensement portant sur toute la population est réalisée tous les cinq ans, les populations de référence des années intermédiaires étant quant à elles estimées par interpolation ou extrapolation. Pour la commune, le premier recensement exhaustif entrant dans le cadre du nouveau dispositif a été réalisé en 2004.

En 2016, la commune comptait 1 264 habitants, en évolution de −0,16 % par rapport à 2010 (Côtes-d'Armor : +1,78 %, France hors Mayotte : +2,11 %).
| 1793  | 1800  | 1806  | 1821  | 1831  | 1836  | 1841  | 1846  | 1851  |
| ----- | ----- | ----- | ----- | ----- | ----- | ----- | ----- | ----- |
| 2 170 | 2 232 | 2 308 | 2 303 | 2 524 | 2 552 | 2 542 | 2 557 | 2 583 |

| 1856  | 1861  | 1866  | 1872  | 1876  | 1881  | 1886  | 1891  | 1896  |
| ----- | ----- | ----- | ----- | ----- | ----- | ----- | ----- | ----- |
| 2 679 | 2 655 | 2 652 | 2 631 | 2 558 | 2 523 | 2 266 | 2 169 | 2 085 |

| 1901  | 1906  | 1911  | 1921  | 1926  | 1931  | 1936  | 1946  | 1954  |
| ----- | ----- | ----- | ----- | ----- | ----- | ----- | ----- | ----- |
| 2 046 | 1 945 | 1 906 | 1 739 | 1 675 | 1 558 | 1 412 | 1 246 | 1 218 |

| 1962  | 1968  | 1975 | 1982 | 1990 | 1999 | 2004  | 2006  | 2009  |
| ----- | ----- | ---- | ---- | ---- | ---- | ----- | ----- | ----- |
| 1 202 | 1 036 | 958  | 959  | 972  | 990  | 1 152 | 1 162 | 1 264 |

| 2014  | 2016  | - | - | - | - | - | - | - |
| ----- | ----- | - | - | - | - | - | - | - |
| 1 248 | 1 264 | - | - | - | - | - | - | - |

C'est la commune de Bretagne avec le plus fort taux de population comptée à part en 2006 selon l'Insee, avec 27,4 % (439 personnes pour une population totale de 1601 habitants). Ce taux s'explique par la présence de l'internat du Centre de formation d'Armor.

## Lieux et monuments

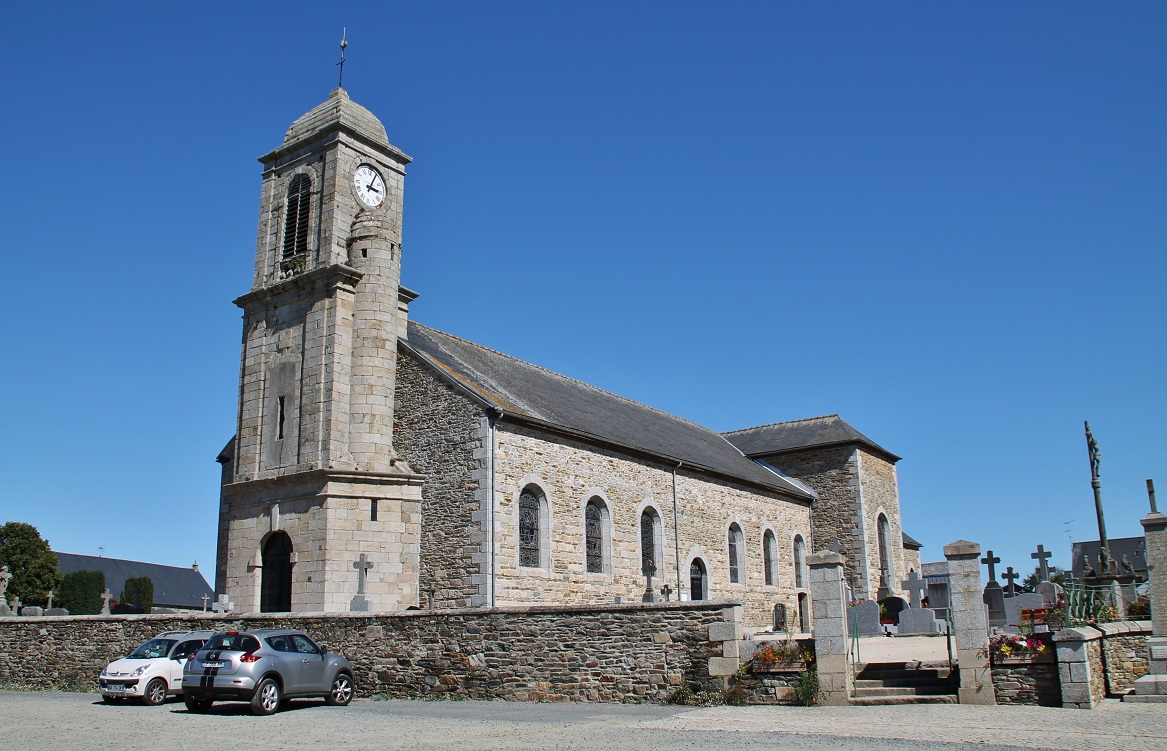
L'église Saint-Pierre-ès-Liens.

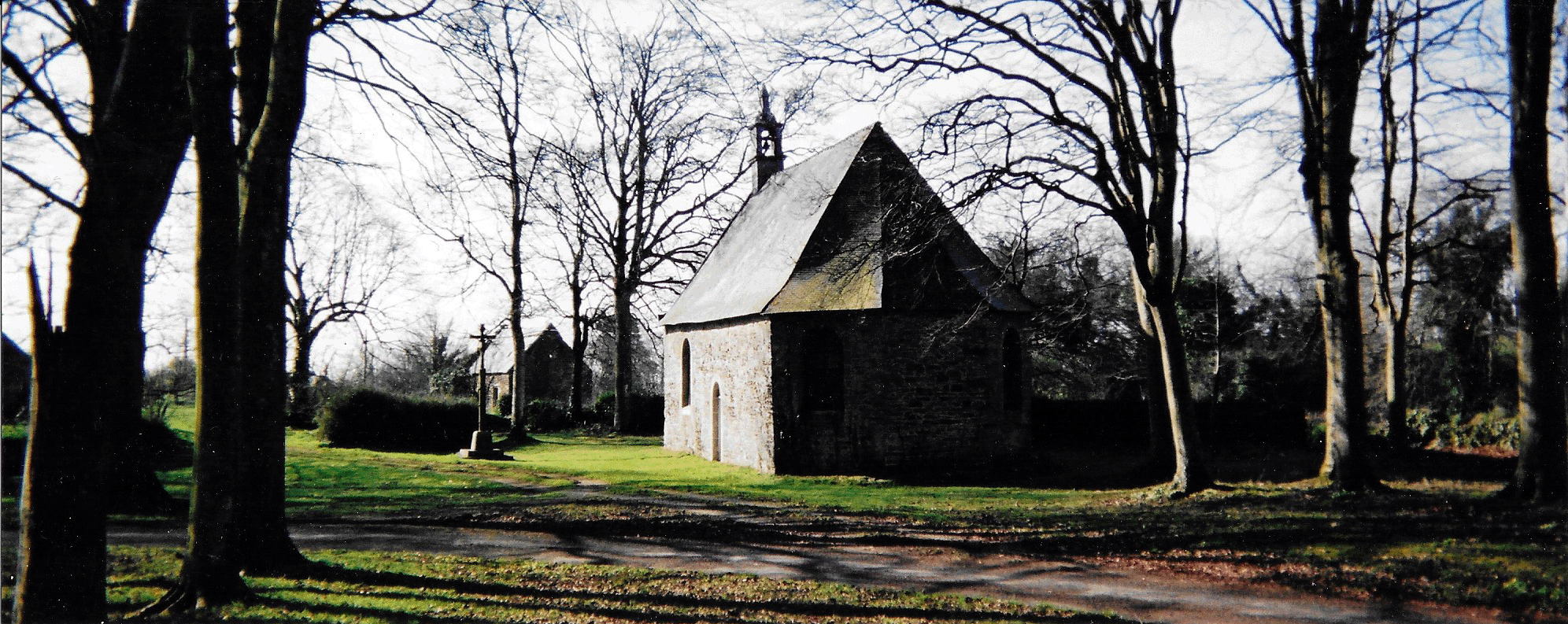
Chapelle Sainte-Anne au château de Kermezen.

Il y a plusieurs monuments à découvrir à Pommerit-Judy :
- la route gallo-romaine de Guingamp à La Roche-Derrien, avec embranchement vers le gué de Pont-Rod ;
- le manoir de Kersaliou (4e quart du XIVe siècle), maison noble de type logis-portes[15],[16] ;
- le manoir de Coat-Nevenez dont la construction remonte au XVIIe siècle[17], monument historique, site d'un maquis lors de la guerre 1939-1945, attaqué et anéanti par les Allemands le 19 juillet 1944 ;
- le manoir de Kermezen, propriété de la famille de Kermel depuis 1624 ;
- le manoir du Cosquer (XVIIIe siècle) ;

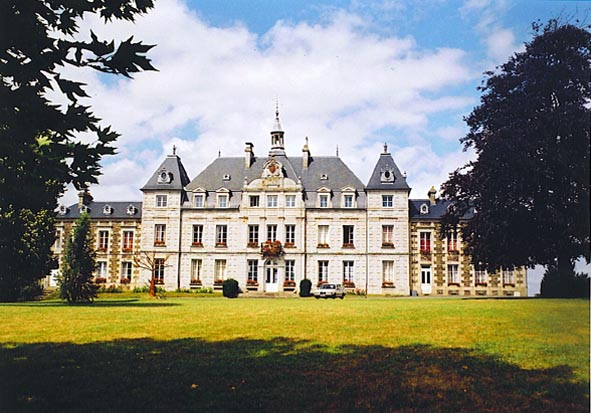
Pommerit-Jaudy - Chef du Bois (façade sud).

- le manoir du Chef du Bois, en breton Penn ar C'hoad, a été reconstruit en 1867. Il a été la propriété de Auguste Le Provost de Launay, conseiller général du canton de La Roche-Derrien et sénateur puis de son fils Louis Le Provost de Launay, conseiller général du canton de La Roche-Derrien, député (1876-1893) et sénateur (1896-1912)[18]. C'est aujourd’hui le lycée agricole de Pommerit ;
- l'église Saint-Pierre-ès-Liens. Base de la tour de 1742, le reste datant de 1842-1849 ;
- la chapelle Notre-Dame du Folgoat (chapel Itron Varia ar Folgoad) ;
- la chapelle Saint Dogmel (chapel Sant-Tomel) des XVIe – XVIIe siècle ;
- la chapelle Saint-Antoine (chapel Sant-Anton) ;
- la chapelle Sainte-Anne, de Kermezen.

## Langue bretonne
L'adhésion à la charte Ya d'ar brezhoneg a été votée par le Conseil municipal le 5 décembre 2016.[réf. souhaitée]

## Personnalités liées à la commune
- Charles-Louis Le Roux, appelé Le Roux du Chef-du-Bois à partir de 1793, commissaire du Directoire près le canton de La Roche-Derrien. Il est responsable de plusieurs exécutions, est assassiné le 30 mai 1796 dans le manoir du Chef du Bois. L'assassinat a été attribué à Pierre Taupin, chef chouan, ancien valet de chambre de Mgr Le Mintier, évêque de Tréguier. En effet, alors président du tribunal révolutionnaire de Lannion, Le Roux avait fait guillotiner sa femme, Ursule Taupin, et fait disperser ses cinq enfants.
- Auguste Le Provost de Launay et son fils Louis Le Provost de Launay, hommes politiques bonapartistes influents, conseillers généraux du canton de La Roche-Derrien sous la Troisième République, propriétaires au Chef-du-Bois
- Jean Kerlévéo, né à Pommerit-Jaudy en 1910, évêque et historien de Paimpol.